# Andrej Pásztor
Andrej Pásztor [andrej pástor] (10. října 1916 – ?) byl slovenský fotbalový obránce.

## Hráčská kariéra
V československé lize hrál za Jednotu Košice (1945–1947), vstřelil dvě prvoligové branky. Za horthyovského Maďarska působil také v klubu Kassai AC.

### Prvoligová bilance
| Ročník             | Zápasy | Góly | Minuty | Klub           |
| ------------------ | ------ | ---- | ------ | -------------- |
| I. liga 1945/46    | –      | 2    | –      | Jednota Košice |
| I. liga 1946/47    | –      | 0    | –      | Jednota Košice |
| CELKEM I. ČS. LIGA | –      | 2    | –      |                |